# Sugababes.nl
Sugababes.nl en Superdudes.nl waren twee Nederlandse websites die samen jarenlang een dominante positie vormden op het gebied van jongerensites. Superdudes.nl was bedoeld voor jongens, terwijl Sugababes.nl zich op meisjes richtte.
De websites waren vanaf 2001 online en telden in januari 2008 meer dan 1,4 miljoen online profielen. Op een profielpagina kon men persoonlijke informatie plaatsen zoals beslommeringen, foto's en hobby's. Op de sites was ook precies te zien wie er op een bepaald moment online was, welke vrienden de profielbeheerder heeft toegevoegd en hoe vaak het profiel in kwestie bekeken is. Gebruikers konden zogenaamde "kudos" (cijfers/punten) aan profielen toekennen. Op 1 november 2012 werden de websites verkocht.
De websites waren vooral populair bij jongeren tussen de 13 en de 24 jaar en werden soms gebruikt voor het verkrijgen van dates.